# Pallet Town
Pallet Town (Japans: マサラタウン, Masara Town) is een fictief dorp uit de Pokémonfranchise. Het dorp is gelegen in de Kanto-regio en is de thuisplaats van Ash Ketchum, het hoofdpersonage uit de Pokémonanimeserie. 
Pallet Town dient als beginpunt in de spellen Pokémon Red, Blue, Yellow, FireRed, LeafGreen, Let's Go Pikachu en Let’s Go Eevee. Naast Ash zijn ook Gary, Red, Blue, Leaf en Professor Oak inwoners van Pallet Town.